# Oekraïense parlementsverkiezingen 1994
De Oekraïense parlementsverkiezingen van 1994 vonden op 27 maart van dat jaar plaats. Het waren de eerste parlementsverkiezingen sinds de onafhankelijkheid van het land in 1991. De parlementsverkiezingen waren vervroegde verkiezingen en uitgeschreven door de regering in opdracht van de Verchovna Rada in september 1993.
Voor de verkiezingen van de Verchovna Rada (Hoge Raad, parlement) waren 450 zetels te verdelen. De grootste partij bij de verkiezingen werd de Communistische Partij van Oekraïne (KPU) die werd aangevoerd door Petro Symonenko. De KPU kreeg 12,7% van de stemmen, goed voor 90 zetels. De tweede partij van het land werd de conservatieve Roech (Volksbeweging van Oekraïne) die 5,2% van de stemmen kreeg en genoegen moest nemen met 20 zetels. Als derde eindigde de socialistische Boerenpartij van Oekraïne met 19 zetels (3,1%). Het overgrote deel van de verkozenen was echter partijloos; onafhankelijke kandidaten bezetten 222 van de 450 zetels. De meeste van hen steunden in grote lijnen het regeringsbeleid.

## Uitslag
| Uitslag van de parlementsverkiezingen | Uitslag van de parlementsverkiezingen | Uitslag van de parlementsverkiezingen | Uitslag van de parlementsverkiezingen | Uitslag van de parlementsverkiezingen | Uitslag van de parlementsverkiezingen |
| #                                     | Logo                                  | Partij                                | %                                     | Zetels                                |                                       |
| ------------------------------------- | ------------------------------------- | ------------------------------------- | ------------------------------------- | ------------------------------------- | ------------------------------------- |
| 1.                                    | Partijloos/ onafhankelijk             | Onafhankelijk                         |                                       | 222 / 450                             |                                       |
| 2.                                    | Logo KPU                              | Communistische Partij van Oekraïne    | 12,7%                                 | 90 / 450                              |                                       |
| 3.                                    |                                       | Roech (Volksbeweging van Oekraïne)    | 5,2%                                  | 20 / 450                              |                                       |
| 4.                                    | Logo SelPU                            | Boerenpartij van Oekraïne             | 3,1%                                  | 19 / 450                              |                                       |
| 5.                                    | Logo SPU                              | Socialistische Partij van Oekraïne    | 2,7%                                  | 15 / 450                              |                                       |
| 6.                                    |                                       | Oekraïense Republikeinse Partij       |                                       | 11 / 450                              |                                       |
| 7.                                    |                                       | Congres van Oekraïense Nationalisten  |                                       | 5 / 450                               |                                       |
| —                                     |                                       | Overige partijen                      |                                       | 23 / 450                              |                                       |
| —                                     |                                       | Vacant                                | 23,7%                                 | 45 / 450                              |                                       |
| Totaal                                | Totaal                                |                                       | 100,00%                               | 450                                   |                                       |
| Bron: Uitslag                         |                                       |                                       |                                       |                                       |                                       |